# جوني بلاسيد
جوني بلاسيد (Johny Placide) (29 يناير 1988 في مونفرماي في فرنسا – )؛ هو لاعب كرة قدم كان يلعب كحارس مرمى. يلعب مع منتخب هايتي لكرة القدم منذ عام 2011.

## وصلات خارجية
- جوني بلاسيد على موقع الاتحاد الدولي (مؤرشف)  (الإنجليزية)
- جوني بلاسيد على موقع قاعدة بيانات كرة القدم.إي يو (الإنجليزية)
- جوني بلاسيد على موقع ليكيب (الفرنسية)
- جوني بلاسيد على موقع ناشيونال فوتبول تيمز (الإنجليزية)
- جوني بلاسيد على موقع Soccerbase.com (لاعب) (الإنجليزية)
- جوني بلاسيد على موقع Soccerway.com (الإنجليزية)
- جوني بلاسيد على موقع عالم كرة القدم.نت (الإنجليزية)
- جوني بلاسيد على موقع AS.com (الإسبانية)